# القمة العربية 2017 (البحر الميت)
القمة العربية الثامنة والعشرون، هو أحد مؤتمرات القمة العربية، عُقد بتاريخ 29 أذار/مارس في منطقة البحر الميت في الأردن، وشاركت الدول الإثنين والعشرون الأعضاء في الجامعة العربية في هذه القمة، باستثناء سوريا التي علقت جامعة الدول العربية عضويتها منذ 2011م، وقد كان مقرراً أن تعقد هذه القمة في اليمن التي قدمت اعتذارها نظراً للأوضاع الميدانية والسياسية في اليمن، وآلت رئاسة القمة العربية بعد اعتذار اليمن إلى الأردن، وفقاً للترتيب الهجائي للدول الأعضاء بالجامعة، وتعتبر هذه القمة الرابعة التي تستضيفها الأردن، إذ استضافت الأردن القمة العربية أعوام 1980، 1987 و2001.

## جدول الأعمال
خلال الاجتماعات التحضيرية للقمة العربية التي عقدت خلال الفترة بين 23 مارس حتى 28 مارس والتي بدأت بمندوبي الدول الأعضاء في الجامعة العربية، ومن ثم وزراء الخارجية العرب على شاطئ البحر الميت، أتفق رؤساء الوفود على جدول الأعمال تضمنت سبعة عشر بنداً لنقاشها في القمة، ومن أهم تلك البنود:
- ملف القضية الفلسطينية
- تطورات الأزمة السورية
- ملف اللاجئين
- تطورات الوضع في ليبيا واليمن والعراق
- رفض ترشيح إسرائيل لعضوية مجلس الأمن لعام 2019 و2020
- إدانة التدخلات الإيرانية في الشؤون العربية وغيرها من القضايا.

## الدول المشاركة ورؤساء الوفود والضيوف
بدأت أعمال القمة صباح يوم الأربعاء 29 مارس بمشاركة 16 زعيماً عربياً، بكلمة لرئيس الدورة الـ27 للقمة العربية الرئيس الموريتاني محمد ولد عبد العزيز، سلم بعدها الرئاسة إلى الملك عبد الله الثاني، وبحضور الأمين العام للأمم المتحدة أنطونيو غوتيريس ومبعوثه الخاص إلى سوريا ستفان دي ميستورا، بالإضافة إلى رئيس مفوضية الاتحاد الإفريقي، والأمين العام لمنظمة التعاون الإسلامي، والممثل الأعلى للسياسة الخارجية والأمنية في الاتحاد الأوروبي، ورئيس البرلمان العربي ومبعوثين رئاسيين من الولايات المتحدة وروسيا وآخر من الحكومة الفرنسية.

### رؤساء الوفود
شارك في القمة ستة عشر زعيماً عربياً، وأوفد خمسة زعماء ممثلين عنهم في القمة، ولم تشارك سوريا نظراً لتعليق عضويتها في الجامعة العربية منذ عام 2011.
| الدولة                   | رئيس الوفد                                                      | الحضور      |
| ------------------------ | --------------------------------------------------------------- | ----------- |
| الأردن                   | الملك عبد الله الثاني                                           | حضرت        |
| البحرين                  | الملك حمد بن عيسى بن سلمان آل خليفة                             | حضرت        |
| السعودية                 | الملك سلمان بن عبد العزيز آل سعود                               | حضرت        |
| قطر                      | الأمير تميم بن حمد آل ثاني                                      | حضرت        |
| الكويت                   | الأمير الشيخ صباح الأحمد الجابر الصباح                          | حضرت        |
| تونس                     | الرئيس الباجي قائد السبسي                                       | حضرت        |
| جزر القمر                | الرئيس غزالي عثماني                                             | حضرت        |
| جيبوتي                   | الرئيس إسماعيل عمر جيلي                                         | حضرت        |
| السودان                  | الرئيس عمر البشير                                               | حضرت        |
| الصومال                  | الرئيس محمد عبد الله فرماجو                                     | حضرت        |
| فلسطين                   | الرئيس محمود عباس                                               | حضرت        |
| لبنان                    | الرئيس ميشال عون                                                | حضرت        |
| ليبيا                    | رئيس المجلس الرئاسي لحكومة الوفاق الوطني فايز السراج            | حضرت        |
| مصر                      | الرئيس عبد الفتاح السيسي                                        | حضرت        |
| موريتانيا                | الرئيس محمد ولد عبد العزيز                                      | حضرت        |
| اليمن                    | الرئيس عبد ربه منصور هادي                                       | حضرت        |
| الإمارات العربية المتحدة | نائب رئيس الدولة ورئيس مجلس الوزراء الشيخ محمد بن راشد آل مكتوم | حضرت        |
| العراق                   | رئيس الوزراء حيدر العبادي                                       | حضرت        |
| عمان                     | نائب رئيس الوزراء العماني أسعد بن طارق آل سعيد                  | حضرت        |
| الجزائر                  | رئيس مجلس الأمة الجزائري عبد القادر بن صالح                     | حضرت        |
| المغرب                   | وزير الخارجية صلاح الدين مزوار                                  | حضرت        |
| سوريا                    |                                                                 | عضوية معلقة |

 ملاحظة: الترتيب أعلاه يتبع أولا المنصب، وإذا تساوى المنصب يكون الترتيب ألفبائياً حسب اسم الدولة.

## كلمات رؤساء الوفود

### ملف القضية الفلسطينية
تصدرت القضية الفلسطينية أهم كلمات رؤساء الوفود حيث أنها القضية المركزية للقمة. حيث أكد أمير قطر تميم آل ثاني على ضرورة اشتمال غزة في قيام الدولة الفلسطينية ودعا لتشكيل حكومة وحدة وطنية فلسطينية تقوم بإنجاز المهام الدستورية لاستعادة الوحدة، حتى يحقق الشعب الفلسطيني إقامة دولة مشروعة، بينما صرح الرئيس الفلسطيني محمود عباس على أن تطبيق حل الدولتين هو السبيل الوحيد لتحقيق السلام في فلسطين، كما تطلع لنيل العضوية الكاملة في الأمم المتحدة. أما عن الرئيس التونسي الباجي قائد السبسي فدعا لإستئناف محادثات السلام لحل القضية الفلسطينية. واتهم أمير الكويت صباح الأحمد إسرائيل بوقوفها حائلاً دون عملية السلام. وفي الأردن، أكد العاهل الأردني عبدالله الثاني أن إسرائيل تواصل مساعيها لتقويض فرص السلام، معتبراً أن لا استقرار في المنطقة من دون حل القضية الفلسطينية. أما الأمين العام لجامعة الدول العربية أحمد أبو الغيط، قال بأن الانقسام الفلسطيني ينعكس سلباً على القضية الفلسطينية، وأدان احتلال إسرائيل للأراضي الفلسطينية. كما أكد الأمين العام للأمم المتحدة أنطونيو غوتيريس على أن الحل الوحيد لتحقيق الأمن والسلام للطرفين الفلسطيني والإسرائيلي هو حل الدولتين، كما أدان المستوطنات الإسرائيلية بوصفها غير شرعية.

### الأزمة السورية
أدان الملك السعودي سلمان بن عبدالعزيز آل سعود قتل الشعب السوري، واقترح إيجاد حل سلمي للأزمة السورية. فيما أشار أمير الكويت صباح الأحمد بأن تعثر الحل السوري هو نتيجة لتضارب المصالح، أما أمير قطر تميم الثاني شدد على ضرورة إجبار النظام السوري على تنفيذ القرار الدولي رقم 2336. من جهة أخرى أعرب عاهل الأردن عن أمله في مفاوضات جينيف، وبدء عملية سياسية في سوريا. واستنكر الأمين العام للجامعة العربية أحمد أبو الغيظ مايحدث في سوريا، ودعا الأمين العام للأمم المتحدة أنطونيو غوتيريس لوقف إطلاق النار في سوريا والتوجه للحل السياسي، وأكد على أهمية محادثات جنيف وأستانا. وأكد الرئيس المصري عبد الفتاح السيسي، على أن الحل الوحيد للأزمة السورية، هو الحل السياسي، وأشار إلى أن مصر متمسكة بالحل السياسي التفاوضي ودعم المحادثات السورية.

## البيان الختامي
أكد البيان الختامي للقمة العربية والذي سُميّ بـ إعلان عمّان والذي تلاه أحمد أبو الغيط أمين عام الجامعة العربية على البنود التي تم مناقشتها خلال الجلسات التحضيرية للقمة، واتفق عليها الزعماء العرب خلال قمتهم في البحر الميت، وأهم ما تضمنة البيان الختامي:-
- دعم محادثات السلام الفلسطينية الإسرائيلية لإنهاء عقود من الصراع إذا ضمنت قيام دولة فلسطينية جنبا إلى جنب مع إسرائيل، والوقوف مع الشعب الفلسطيني ودعم جهود تحقيق المصالحة الوطنية، ودعوة الدول إلى عدم نقل سفاراتها إلى القدس ورفض تحركات إسرائيل الأحادية.
- دعم الحل السياسي لإنهاء الأزمة السورية بما يحفظ وحدتها، والتأكيد أنه لا حل عسكريا للأزمة، والتشديد على أهمية محادثات جنيف وأستانا لحل الأزمة.
- تثمين الإنجازات التي حققها الجيش العراقي في حربه ضد الإرهاب، وشدد البيان على أن أمن العراق ووحدة أراضيه ركن أساسي في استقرار المنطقة.
- دعم الحكومة الشرعية اليمنية وتنفيذ القرار الدولي 2216.
- دعم تحقيق الاستقرار السياسي في ليبيا من خلال المصالحة، ودعم حوار ليبي-ليبي تدعمه الأمم المتحدة للتوصل إلى اتفاق ينهي الأزمة.
- التزام الدول العربية بمكافحة الإرهاب وإزالة أسبابه حماية للشعوب العربية، والتعبير عن قلق دول الجامعة من تنامي ظاهرة الإسلام فوبيا.
- أدان البيان أعمال العنف وانتهاكات حقوق الإنسان ضد مسلمي الروهينغيا في ميانمار، ومطالبة المجتمع الدولي بوقف الانتهاكات بحقهم.
- أكد البيان سيادة دولة الإمارات العربية المتحدة على جزرها الثلاث طنب الكبرى والصغرى وأبو موسى.
- ضرورة التقدم نحو إقامة منطقة التجارة الحرة العربية، واستمرار التواصل من أجل العمل على تكريس قيم الديمقراطية وحقوق الإنسان.
- التأكيد على بناء علاقات حسن الجوار والتعاون مع دول الجوار العربي بما يضمن تحقيق الأمن والسلام والاستقرار والتنمية الإقليمية، ورفض كل التدخلات في الشؤون الداخلية للدول العربية وإدانة المحاولات الرامية إلى زعزعة الأمن وبث النعرات الطائفية والمذهبية.

## مكان انعقاد القمة

### منطقة البحر الميت
في الغرب من مدينة عمان يقع البحر الميت الذي يشكّل ظاهرة طبيعية نادرة، إذ يتفرّد بكونه النقطة الأكثر انخفاضاً عن مستوى سطح البحر في العالم ويتميز بشدّة ملوحته. وعلى بُعد دقائق من البحر الميت وإلى الشرق من نهر الأردن، يقع مغطس السيد المسيح عليه السلام، الذي أعلنه الفاتيكان مكاناً للحج المسيحي في العالم. أما جبل نيبو الذي يجاور البحر من جهة الشرق، فيطلّ على فلسطين وجنوب لبنان وسوريا وسيناء المصرية.

## مواقع التواصل الاجتماعي
أطلقت اللجنة الإعلامية المسؤولة عن التحضيرات الإعلامية المتعلقة بالقمة العربية منصات رسمية على مواقع التواصل الاجتماعي فيسبوك وتويتر ويوتيوب، بمسمى @ArabSummit2017. حيث تهدف هذه المنصات، التي تطلق للمرة الأولى كوسيلة تفاعلية لمؤتمرات القمة العربية، إلى توسيع قنوات التواصل المباشر مع الإعلاميين والمهتمين بأخبار قمة عمّان واجتماعاتها التحضيرية. والهدة منها الوصول إلى الشباب، الذين يشكلون القطاع الأوسع في العالم العربي، لتعريفهم بهذا الحدث العربي المهم وتمكينهم من التفاعل مع القضايا العربية الراهنة. 

## وصلات خارجية
- الموقع الرسمي للدورة الثامنة والعشرون للقمة العربية
- إعلان عمّان بصيغة (PDF)